# Микица Здравковић
Микица Здравковић (Крагујевац, 1974 — Крагујевац, 27. новембар 2020) био је српски музичар, радник у култури и музички промотер. Дуго година био је запослен у Дому омладине Крагујевац. Један је од оснивача Арсенал феста. Као музичар био је басиста бендова Човек без слуха, Веселе осамдесете и Освајачи.
У спомен на њега, Арсенал фест од 2021. године додељује Награду Микица Здравковић, намењену личностима из Србије и региона за њихов досадашњи рад на музичкој сцени.

## Биографија
Микица Здравковић рођен је 1974. године у Крагујевцу, где се школовао, живео и радио.
Још у раној младости је ушао у токове урбаних дешавања и врло брзо постао сарадник и радник институција које се баве организацијом културних догађаја. Био је једно од најпрепознатљивих одговорних лица крагујевачког Дома омладине, где је двадесет година радио на организацији различитих културних догађаја — књижевних вечери, изложби, концерата и других. Један је од оснивача и организатора Арсенал феста.
У Крагујевац је довео велики број уметника и музичара из читавог региона. Било у духу истраживања и остајања у модерним токовима, било са бендовима у којима је свирао широм региона, постао је најпознатији амбасадор музике и културе свог родног града.
Свирао је у бендовима Човек без слуха, Веселе осамдесете, а од 2003. и у обновљеном саставу Освајача.
Умро је у 47. години живота, 27. новембра 2020. у Крагујевцу, после вишедневне борбе са последицама инфекције вирусом ковид 19.

## Награде
Године 2021. Микици Здравковићу постхумно је додељена Плакета Светог Ђорђа, награда коју додељује градоначелник Града Крагујевца за изузетан допринос у афирмацији и промовисању града у земљи и иностранству.